# Prototype (JavaScript)
Prototype é um framework de código aberto em JavaScript, utilizado para o auxílio no desenvolvimento de aplicações Web.
As principais características do Prototype são o fato dele ser estruturado, modular, orientado a objetos e possuir suporte ao Ajax.